# Apomecyna reducta
Apomecyna reducta är en skalbaggsart som beskrevs av Stefan von Breuning 1939. Apomecyna reducta ingår i släktet Apomecyna och familjen långhorningar.
Artens utbredningsområde är Filippinerna. Inga underarter finns listade i Catalogue of Life.